# Поліцейський автомобіль (фільм)
«Поліцейський автомобіль» (англ. Cop Car) — американський дорожній фільм-трилер, знятий Джоном Воттсом. У головних ролях — Кевін Бейкон, Джеймс Фрідсон-Джексон, Гейс Веллфорд, Кемрін Менгейм та Ши Віггем.

## Сюжет
Двоє хлопчиків, Тревіс і Гаррісон, знаходять самотній поліцейський автомобіль у лісистій місцевості. Виявляється, що він не зачинений, а ключі — у козирку. Дітлахи вирішують покататися. Наступна сцена відбувається раніше за хронологією: шериф Кретцер один приїздить у глушину, бере брезент і кидає поряд з багажником, з якого дістає тіло. Він намагається перетягнути тіло вглиб лісової зони, але помічає, що у трупа немає одного з черевиків. Він кидає тіло у дірку в землі і повертається до автівки, але її вже немає. Мобільним телефоном він дзвонить у поліцейський відділ, щод дізнатися чи все гаразд.
Тим часом, хлопчики виїжджають на дорогу, де їх помічає жінка на ім'я Бев, але вважає, що це їй примарилося. Тревіс і Гаррісон помічають звук з багажнику, де знаходять зв'язаного чоловіка. Він благає їх звільнити його та каже, що він добра людина, а шериф — погана. Хлопці йому допомагають. У цей час шериф Кретцер краде інший автомобіль та їде до себе додому, де намагається зв'язатися з дітлахами через станцію, яку не слухають інші поліцейські, але ті не відповідають. Тоді, Кретцер вирішує здихатися від наркотиків та втекти з грошима та зброєю, але чує голос одного з хлопців по рації й той каже їх місцезнаходження. Їх змушує це зробити людина, яку вони звільнили. Він їх зачиняє у машині, бере рушницю і ховається поряд. Приїжджає шериф Кретцер, але підходить до автівки з іншого боку від людини з багажнику. Кретцер дізнається про нього, але не знає точно, де він сховався.
Тим часом, біля поліцейської машини зупиняється Бев і бачить Кретцера, який ховається за автомобілем на землі. Він каже, що поранений батьком хлопчиків і радить їй пошукати ключі від його автівки біля хованки людини з багажнику. Врешті-решт вона його помічає, і він її вбиває, а шериф тепер знає місцезнаходження людини з багажнику. Йде перестрілка, і зрештою вони ранять один одного. У цей час хлопчики, які зачинені на задньому сидинні, намагаються вибратися з автомобіля. Гаррісон дає пістолет Тревісу, який раніше заховав, і той стріляє у скло, але отримує рикошетом поранення. Гаррісон сідає за кермо й їде до лікарні. Шериф Кретцер приходить до тями і переслідує хлопців, але через маневр Гаррісона потрапляє в аварію. Тревісу стає дуже зле, а Гаррісон зв'язується з поліцейським відділом через рацію.

## У ролях
- Кевін Бейкон — шериф Кретцер
- Джеймс Фрідсон-Джексон — Тревіс
- Гейс Веллфорд — Гаррісон
- Кемрін Менгейм — Бев
- Ши Вігхем — людина з багажнику
- Кіра Седжвік — диспетчер

## Випуск
Прем'єра фільму відбулась 24 січня 2015 року на кінофестивалі «Санденс» 2015. У США фільм був випущений у прокат 7 серпня 2015 року компанією Focus World, яка придбала права на розповсюдження стрічки 28 січня 2015 року.

## Сприйняття
«Поліцейський автомобіль» отримав загалом позитивні відгуки від критиків. На вебсайті Rotten Tomatoes фільм має 78 % рейтинг, заснований на 68 рецензіях критиків, а його середній бал становить 7/10. На Metacritic фільм отримав 64 бали зі 100, які засновані на 20 рецензіях, що означає «загалом позитивні відгуки».

## Визнання
| Нагороди та номінації фільму «Поліцейський автомобіль» | Нагороди та номінації фільму «Поліцейський автомобіль» | Нагороди та номінації фільму «Поліцейський автомобіль» | Нагороди та номінації фільму «Поліцейський автомобіль» | Нагороди та номінації фільму «Поліцейський автомобіль» | Нагороди та номінації фільму «Поліцейський автомобіль» |
| Рік                                                    | Нагорода                                               | Категорія                                              | Номінант                                               | Результат                                              |                                                        |
| ------------------------------------------------------ | ------------------------------------------------------ | ------------------------------------------------------ | ------------------------------------------------------ | ------------------------------------------------------ | ------------------------------------------------------ |
| 2015                                                   | Единбурзький міжнародний кінофестиваль                 | Приз глядацької аудиторії                              | «Поліцейський автомобіль»                              | Номінація                                              |                                                        |
| 2015                                                   | Довільський американський кінофестиваль                | Гран-прі                                               | «Поліцейський автомобіль»                              | Номінація                                              |                                                        |